# Cyclodictyon immersum
Cyclodictyon immersum är en bladmossart som beskrevs av Brotherus och Potier de la Varde 1925. Cyclodictyon immersum ingår i släktet Cyclodictyon och familjen Hookeriaceae. Inga underarter finns listade i Catalogue of Life.